# SQL Azure

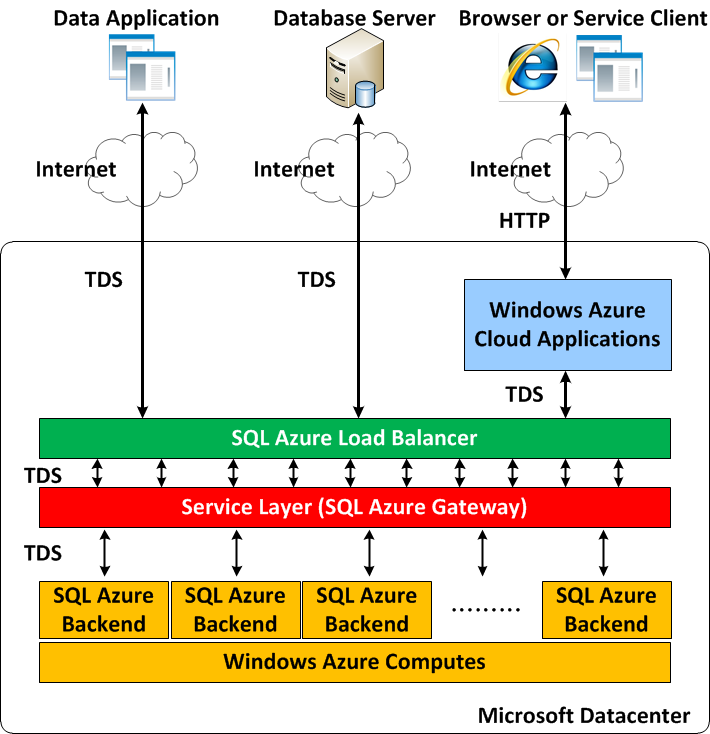
Architektura usługi SQL Azure

Microsoft Azure SQL Database – system zarządzania relacyjną bazą danych w maksymalnym rozmiarze 500 GB dla platformy Microsoft Azure rozszerza funkcjonalność systemu MS SQL Server i jest zaimplementowana w chmurowym systemie Microsoftu oferującym możliwość przechowywania danych jako część Microsoft Azure dzięki czemu instalacja serwera SQL  jest potrzebna.
SQL Azure, podobnie jak MS SQL Server korzysta z relacyjnego języka zapytań T-SQL. Wraz z bazą danych tworzone są dodatkowo dwie kopie bezpieczeństwa zsynchronizowane ze sobą, gwarantując brak przerw w działaniu bazy. Opłata za usługę SQL Azure Database jest ściśle powiązana z wielkością bazy danych.

## Sposób połączenia
Zarządzanie bazą danych SQL Azure jest możliwe:
- z poziomu strony internetowej sql.azure.com
- za pomocą SQL Server Management Studio[2]
- proste łączenie bazujących na REST API, takich jak rekomendowany przez Microsoft ADO.NET Data Services[3].